# 악마의 양조법
악마의 양조법(Satansbraten, Satan's Brew)은 독일에서 제작된 라이너 베르너 파스빈더 감독의 1976년 드라마, 코미디 영화이다. 쿠르트 랍 등이 주연으로 출연하였다.

## 출연

### 주연
- 쿠르트 랍
- 마르기트 카르스텐센

### 조연
- 헬렌 비타
- 볼커 스펜글러